# エデル・デルガド
エデル・デルガド（Edder Gerardo Delgado Zerón、1986年11月20日 - ）は、ホンジュラスのサッカー選手。ホンジュラス代表。ポジションはミッドフィールダー。

## 来歴

### クラブ
レアル・エスパーニャで10年以上にわたりプレー、3度優勝している。

### 代表
2009年にホンジュラス代表でデビュー。2011、2013 CONCACAFゴールドカップでは2大会連続でベスト4となり、2014 FIFAワールドカップにも出場した。2015年までに34試合に出場した。

## 代表歴

### 出場大会
- ホンジュラス代表
  - 2014 FIFAワールドカップ

### 試合数
- 国際Aマッチ 34試合 0得点（2009年-2015年）[1]

| ホンジュラス代表 | 国際Aマッチ | 国際Aマッチ |
| 年               | 出場        | 得点        |
| ---------------- | ----------- | ----------- |
| 2009             | 1           | 0           |
| 2010             | 3           | 0           |
| 2011             | 8           | 0           |
| 2012             | 7           | 0           |
| 2013             | 6           | 0           |
| 2014             | 8           | 0           |
| 2015             | 1           | 0           |
| 通算             | 34          | 0           |